# Александровская (станция)
Алекса́ндровская — железнодорожная станция Октябрьской железной дороги в черте в посёлке Александровская Пушкинского района Санкт-Петербурга на линии Санкт-Петербург — Луга.

## История
Открытие движения на участке Санкт-Петербург — Гатчина состоялось 31 октября (12 ноября) 1853 год. Александровская была первой по счёту станцией от Санкт-Петербурга и была расположена на 22-й версте Петербурго-Варшавской железной дороги и называлась Ца́рское Село́. Сначала было построено временное пассажирское здание по проекту, утверждённому 11 июня 1853 года. Существующее здание вокзала построено в 1860-х годах по типовому проекту, разработанному архитектором П. О. Сальмановичем.
25 мая 1868 года в присутствии императора Александра II и нескольких лиц императорской фамилии освящена каменная часовня «в память о чудесном спасении по Милости Божией жизни Государя Императора Александра II 25 мая 1867 года во время посещения Всемирной выставки в Париже, на которой на него польским террористом-фанатиком А. Березовским было совершено покушение». Автор проекта часовни — архитектор А. Ф. Видов. 10 января 1949 года во время комсомольского субботника она была разобрана.
1 августа (14 августа по н. с.) 1917 года на эту станцию рано утром из Царского Села на двух автомобилях привезли Николая II с семьей. По решению Временного правительства Николая с семьей отправили в ссылку в Тобольск.
В 1967 году при электрификации участка Ленинград-Варшавский — Гатчина-Варшавская была построена существующая островная платформа вместе с надземным пешеходным переходом. Подъем на него расположили между двумя дореволюционными станционными зданиями — вокзалом и багажным отделением. Сооружение нарушило ансамбль станции, о чем, в частности, в историко-культурной экспертизе писал Григорий Иванов; по его мнению, появление перехода «привело к искажению восприятия объекта как целостного авторского замысла». В 2019 году был устроен наземный пешеходный переход через пути.
8 мая 2024 года два станционных здания — вокзал и служебный корпус — были включены в перечень выявленных объектов культурного наследия.

## Описание
На станции имеется зал ожидания с кассами по продаже билетов и надземный пешеходный переход. У станции расположены остановки пригородных автобусных маршрутов.
На станции останавливаются все проходящие через неё пригородные электропоезда, кроме поездов повышенной комфортности.

## Транспорт
Автобусы:
- № 155 (улица Костюшко — станция Александровская).
- № 377 (Пушкин, Железнодорожная улица — садоводство "Волхонское").
- № 378 (Пушкин, Железнодорожная улица — станция Александровская).